# 예수의 산헤드린 재판
예수의 산헤드린 재판은 신약에서 예수가 예루살렘에서 체포된 후 본디오 빌라도 앞에서 재판을 받기 전에 산헤드린(유대인 사법 기관) 앞에서 재판을 받는 것을 가리킨다. 신약성경 공관복음 3권 모두에 기록된 사건인 반면, 요한복음은 안나스 이전의 예비 조사를 언급하고 있다. 복음 기록은 여러 세부 사항에 따라 다르다.
예수는 일반적으로 조용하고, 자신을 변호하지 않으며, 비난에 거의 반응하지 않으며, 다음과 같은 죄를 범했다고 한다. 유대 성전을 파괴하겠다고 위협; 마술을 행하고 귀신의 힘으로 사람을 쫓아내며 그리고 자신이 메시아라고 주장한다. 그런 다음 그는 로마 유대 총독인 본디오 빌라도에게 끌려가 유대인의 왕이라고 주장한 혐의로 재판을 받는다.

## 가야바 궁전에서의 저녁 심문
공관 복음서의 이야기에서 예수는 체포된 후 대제사장인 가야바의 개인 집으로 끌려간다. 마태복음 26장(마태복음 26:57)은 예수님께서 이스라엘 대제사장 가야바의 집으로 이끌려 가셨고 거기에 서기관들과 장로들이 모여 있었다고 말한다. 마가복음 14장(막 14:53)은 그날 밤 예수님이 모든 대제사장들과 장로들이 모인 "대제사장에게로"(제사장의 이름을 밝히지 않고) 데려가셨다고 말한다.
요한복음에 따르면, 예수님은 가야바가 아니라 사적으로만 질문한 안나스에게로 이끌려 가셨다. 전직 대제사장이자 가야바의 장인이었던 안나스는 여전히 큰 영향력을 행사했다. 예수가 가야바가 아니라 안나스에게 끌려간 것은 안나스의 궁전이 전자보다 체포 장소에 더 가까웠기 때문이라고 설명된다. 그러나 베드로와 다른 제자들은 사정을 모르고 밤에 가야바의 집에 갔다.
네 복음서 모두에서 제사장들과 서기관들 앞에서 예수의 재판은 예수를 따랐던 사도 베드로가 예수를 모른다고 세 번 부인하는 베드로의 부인 이야기와 함께 삽입된다. 예수의 단호한 결의에 대한 삽입된 이야기는 베드로의 고통스러운 부인의 틀을 잡은 이야기와 대조를 이룬다(막 14:53–54, 14:66–72). 누가복음 22장(눅 22:61)은 예수님이 결박되어 제사장의 집에 서 있을 때 베드로가 뜰에 있었다고 말한다. 예수께서 "돌아서서 그를 똑바로 쳐다보셨고", 베드로는 예수께서 그에게 하신 말씀을 기억했다. "오늘 닭 울기 전에 네가 세 번 나를 부인하리라."
요한복음 18장(요 18:24)에서 예수님은 안나스에게서 대제사장 가야바에게 보냄을 받는다. 마태와 마가는 모두 다음날 아침 제사장들 사이에서 또 다른 의논이 있었다고 말한다. 예수님과의 두 번째 회견은 "분명히 다듬은 돌방이 아니라 가야바의 집에서" 열렸다.
누가복음 22장 63절에 따르면, 가야바의 집에서 예수님은 조롱과 매를 맞으셨다. 그는 자신이 메시아이자 하나님의 아들이라고 주장하는 혐의를 받고 있다. 복음서 기록은 일부 세부 사항과 관련하여 다양하지만 예수의 시련의 일반적인 성격과 전체적인 구조에 대해서는 일치한다.
마가복음 14장 55~59절에 대제사장들이 예수를 쳐서 증언할 증인을 찾았으나 얻지 못하였다고 기록되어 있다. 마태는 이들을 거짓 증인으로 규정한다. 많은 사람이 그에 대하여 거짓 증언을 하였으나 그들의 증언이 일치하지 아니하였더라 마침내 두 사람이 나서서 "내가 성전을 헐고 사흘 만에 다시 지을 수 있다"고 말했다고 고발했다. 신학자 에크하르트 J 슈나벨은 산헤드린이 거짓 증언을 고안하기를 원했다면 그들의 진술이 서로 모순되지 않고 확인되도록 증인을 준비했을 것이라고 지적한다.
요한 복음 18:22에 따르면 복음서 기록에서 예수는 거의 말하지 않고 제사장의 질문에 매우 드물게 간접적으로 대답하여 장교가 그를 때렸다. 마태복음 26:62에서 예수님의 응답이 없었기 때문에 대제사장은 그에게 "아무 대답도 없느냐?" 복음서 기록에서 대제사장의 집에서 예수를 붙들고 있던 사람들은 예수를 조롱하고, 눈을 가리고, 모욕하고, 때렸으며, 때로는 때리기도 하고 누가 때렸는지 맞춰보라고 요구하기도 했다.
마가복음 14장 61절은 대제사장이 예수께 "네가 찬송 받을 자의 아들 그리스도냐"라고 물었다고 말한다. 그러자 예수님께서 “내가 그니라”고 말씀하시자 대제사장은 화가 나서 자기 옷을 찢고 예수님을 신성모독죄로 고발했다. 마태복음 26장 63절에서 대제사장은 “네가 하나님의 아들 그리스도인지 우리에게 말하라”고 말했다. 예수께서 이르시되 네가 말하였느니라 내가 너희에게 이르노니 장차 인자가 권능의 우편에 앉은 것과 하늘 구름을 타고 오는 것을 너희가 보리라 하시니 대제사장으로 하여금 자신의 옷을 찢고 모세의 율법을 어기게 하고(레위기 21:10) 그를 신성모독죄로 고발한다.
누가에 따르면 아리마태아의 요셉은 그 결정에 반대한 산헤드린의 의원인 조언자였다. 요한에 따르면 니고데모는 아리마대 요셉과 함께 예수의 시신을 찾아 장사한 것으로 보아 그도 반대한 것으로 추정된다.

## 오전 공소 및 재판
누가복음 22장 66절은 “날이 새매 대제사장들과 서기관들이 모여서 예수를 그들의 공회로 끌고 가니라”고 말한다. 요한복음 18장 28절은 이른 아침에 예수께서 가야바에게서 관저에 있는 본디오 빌라도에게로 인도되셨다고 말한다.
누가복음 22:67에서 예수님은 "네가 그리스도가 아니냐 우리에게 말하라 하시고 이르시되 내가 말해도 너희가 믿지 아니하리라"고 하셨다. 그러나 22:70에서 "그러면 네가 하나님의 아들이냐? 그 시점에서 제사장들은 “우리가 무슨 증거를 더 필요로 하리요 우리가 친히 그의 입에서 들었음이니이다”라고 말하고는 예수님을 정죄하기로 결정한다.
그 후 빌라도의 법정에서 유대인 장로들은 본디오 빌라도에게 예수가 유대인의 왕이라고 주장한다고 비난하면서 재판하고 정죄할 것을 요청한다. 이러한 주장은 로마 당국에 대한 직접적인 도전이기 때문에 반역적인 것으로 간주된다.

## 같이 보기
- 예수의 연대학
- 신약 속 예수의 삶
- 수난